# محمد خاتمي
محمد خاتمي (بالفارسية: محمد خاتمى) (1943-..) ولد في إقليم يزد في إيران وهو الرئيس الخامس للجمهورية الإيرانية. وشغل منصب وزير الثقافة الإيراني من عام 1982 إلى عام 1992. انتقد لاحقًا حكومة الرئيس محمود أحمدي نجاد.
لم يكن معروفًا على المستوى الدولي قبل أن يصبح رئيسًا، لكنه جذب الانتباه خلال انتخابه الأول للرئاسة بعد حصوله على ما يقرب من 70٪ من الأصوات. عمل خاتمي على أساس برنامج التحرير والإصلاح. دعا خاتمي خلال فترتي ولايته كرئيس إلى حرية التعبير والتسامح والمجتمع المدني، والعلاقات الدبلوماسية البناءة مع الدول الأخرى بما في ذلك تلك الموجودة في آسيا والاتحاد الأوروبي، والسياسة الاقتصادية التي تدعم السوق الحرة والاستثمار الأجنبي.
أعلن خاتمي في 8 فبراير 2009 خوضه الانتخابات الرئاسية لعام 2009 لكنه انسحب في 16 مارس لصالح صديقه ومستشاره، رئيس وزراء إيران السابق، مير حسين موسوي. اقترح خاتمي الحوار بين الحضارات. أعلنت الأمم المتحدة أن عام 2001 هو عام الأمم المتحدة للحوار بين الحضارات بناء على اقتراح خاتمي. في أكتوبر 2009، أعلنت لجنة جائزة الحوار العالمي داريوش شايغان ومحمد خاتمي فائزين مشتركين بالجائزة الافتتاحية «لعملهما في تطوير وتعزيز مفهوم» الحوار بين الثقافات والحضارات «كنموذج جديد للثقافة الذاتية وكنموذج جديد للعلاقات الدولية». تعتبر جائزة الحوار العالمي واحدة من أهم الجوائز العالمية للبحث في العلوم الإنسانية، إذ أنها تكرم «التميز في البحث والاتصال البحثي حول شروط ومحتوى حوار عالمي بين الثقافات حول القيم». في يناير 2010، صرح محمد خاتمي أنه «لم يكن في وضع يسمح له بقبول الجائزة»، وأن الجائزة مُنحت لداريوش شايغان وحده. يُحظر على وسائل الإعلام الإيرانية، بأمر من المدعي العام في طهران، نشر صور لخاتمي، أو اقتباس أقواله، بسبب دعمه لمرشحي الإصلاحيين المهزومين في إعادة انتخاب محمود أحمدي نجاد عام 2009.

## أولى سنوات حياته وتعليمه

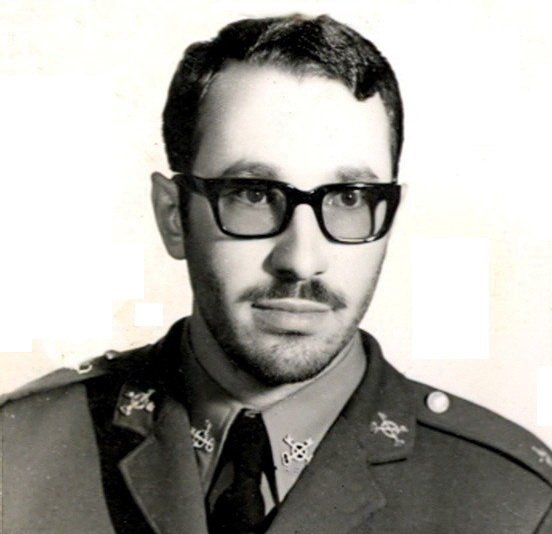
محمد خاتمي بزي الخدمة العسكرية

ولد خاتمي في 14 أكتوبر 1943 في بلدة أردكان الصغيرة في محافظة يزد. يحمل خاتمي لقب السيد، ما يعني أنه سليل أبوي مباشر من نبي الإسلام محمد. تزوج من زهرة صادقي، ابنة أستاذ الشريعة الإسلامية، وابنة شقيق موسى الصدر، عام 1974 (عن عمر يناهز 31 عامًا). للزوجين ابنتان وابن: ليلى (مواليد 1975)، نرجس (مواليد 1980)، وعماد (مواليد 1988).
كان والد خاتمي، آية الله روح الله خاتمي، رجل دين ممتاز وخطيبًا (الشخص الذي يلقي خطبة صلاة الجمعة) في مدينة يزد في السنوات الأولى من الثورة الإيرانية. مثل والده، برز خاتمي في المنطقة بعد بلوغه واهتمامه بالشأن الديني.
انتُخب شقيق خاتمي، محمد رضا خاتمي، كأول عضو في مجلس النواب في طهران في الدورة السادسة من مجلس النواب، والتي شغل خلالها منصب نائب رئيس البرلمان. كما شغل منصب الأمين العام لجبهة المشاركة الإسلامية الإيرانية (أكبر حزب إصلاحي في إيران) لعدة سنوات. تزوج محمد رضا من زهرة إشراقي، حفيدة روح الله الخميني (مؤسس جمهورية إيران الإسلامية) وهي ناشطة نسوية في مجال حقوق الإنسان.
شقيق خاتمي الآخر، علي خاتمي، رجل أعمال حاصل على درجة الماجستير في الهندسة الصناعية من جامعة البوليتكنيك في بروكلين، شغل منصب رئيس المساعدين خلال الولاية الثانية للرئيس خاتمي، ثم ظل بعيدًا عن الأنظار بشكل غير عادي.

## العمل السياسي
في عهد الشاه، كان لخاتمي نشاطات سياسية معارضة، فشارك في نشر البيانات الصادرة عن مؤسس الجمهورية الإيرانية، آية الله الخميني. ولدى وجوده في جامعة أصفهان، كان عضوا ناشطا في اتحاد الطلبة، كما أنه كان قريبا من محمد منتظري وحجة الإسلام أحمد الخميني، ابن روح الله الخميني. كما أنه ترأس مركز هامبورغ الإسلامي في ألمانيا في الفترة التي سبقت انتصار الثورة في إيران عام 1979.
في مايو من عام 1997، اُنْتُخِب خاتمي ليكون خامس رئيس للجمهورية، محققا نسبة 70% من الأصوات ممثلا بذلك أكثر من عشرين مليون ناخب. يتهم الإصلاحيون بعض قادة الحرس الثوري منهم اللواء سيد محمد حجازي بمحاولة فاشلة للإطاحة بمحمد خاتمي أثناء ولايته للرئاسة.
ترشح خاتمي في انتخابات الرئاسة عام 2009 ولكن سحب ترشيحه في ما بعد لصالح المرشح مير حسين موسوي الذي لم ينجح بالانتخابات فقام بالتعاون مع خاتمي ومهدي كروبي بقيادة مجموعة تظاهرات في الشارع ضد نتائجها.

## مؤلفات
هو يجيد اللغة الإنجليزية والعربية والفارسية.

### العربية
- مطالعات في الدين والإسلام والعصر
- مدينة السياسة[10]

### الإنجليزية
- Islam, Liberty and Development[11]

### الفارسية
- در ستايش دانشگاه
- در مسير گفتگو
- باران در كوير
- گفتگوي مهر
- مفاخر إيران
- كتاب محمل گفتگو
- نياز ونماز
- احزاب وشوراها
- آيين وانديشه در دام خودكامگي
- بيم موج
- نامه‌اي براي فردا
- از دنياي شهر تا شهر دنيا
- احياگر حقيقت دين
- گفتگوي تمدنها
- مردم سالاري
- اسلام، روحانيت وانقلاب اسلامي

| المناصب السياسية    | المناصب السياسية               | المناصب السياسية      |
| ------------------- | ------------------------------ | --------------------- |
| سبقه هاشمي رفسنجاني | رؤساء الإيرانيين {{{الأعوام}}} | تبعه محمود أحمدي نجاد |

## وصلات خارجية
- محمد خاتمي على موقع IMDb (الإنجليزية)
- محمد خاتمي على موقع الموسوعة البريطانية (الإنجليزية)
- محمد خاتمي على موقع مونزينجر (الألمانية)
- محمد خاتمي على موقع إن إن دي بي (الإنجليزية)
- محمد خاتمي على موقع قاعدة بيانات الفيلم (الإنجليزية)
- الموقع الرسمي لمحمد خاتمي(بالفارسية)
- سيرة حياته في الموسوعة البريطانية